# Frankie Manning
Frankie Manning (født 26. maj 1914, død 27. april 2009) var en amerikansk danser, instruktør og koreograf. Manning betragtes som en af grundlæggerne af Lindy Hop.
26. maj 2016 dedikerer Google deres Google Doodle til Frankie Manning i anledning af hans 102-års fødselsdag.

## Filmografi
- Radio City Revels (1938)
- Keep Punching (1939)
- Hellzapoppin' (1941)
- Hot Chocolates (1941)
- Jittering Jitterbugs (1943)
- Killer Diller (1948)
- Malcolm X (1992) - Manning koreografer
- Stompin' at the Savoy (1992) - Manning koreografer
- Jazz: A Film by Ken Burns (2000)
- Frankie Manning: Never Stop Swinging (2009)